# Van Cleef & Arpels

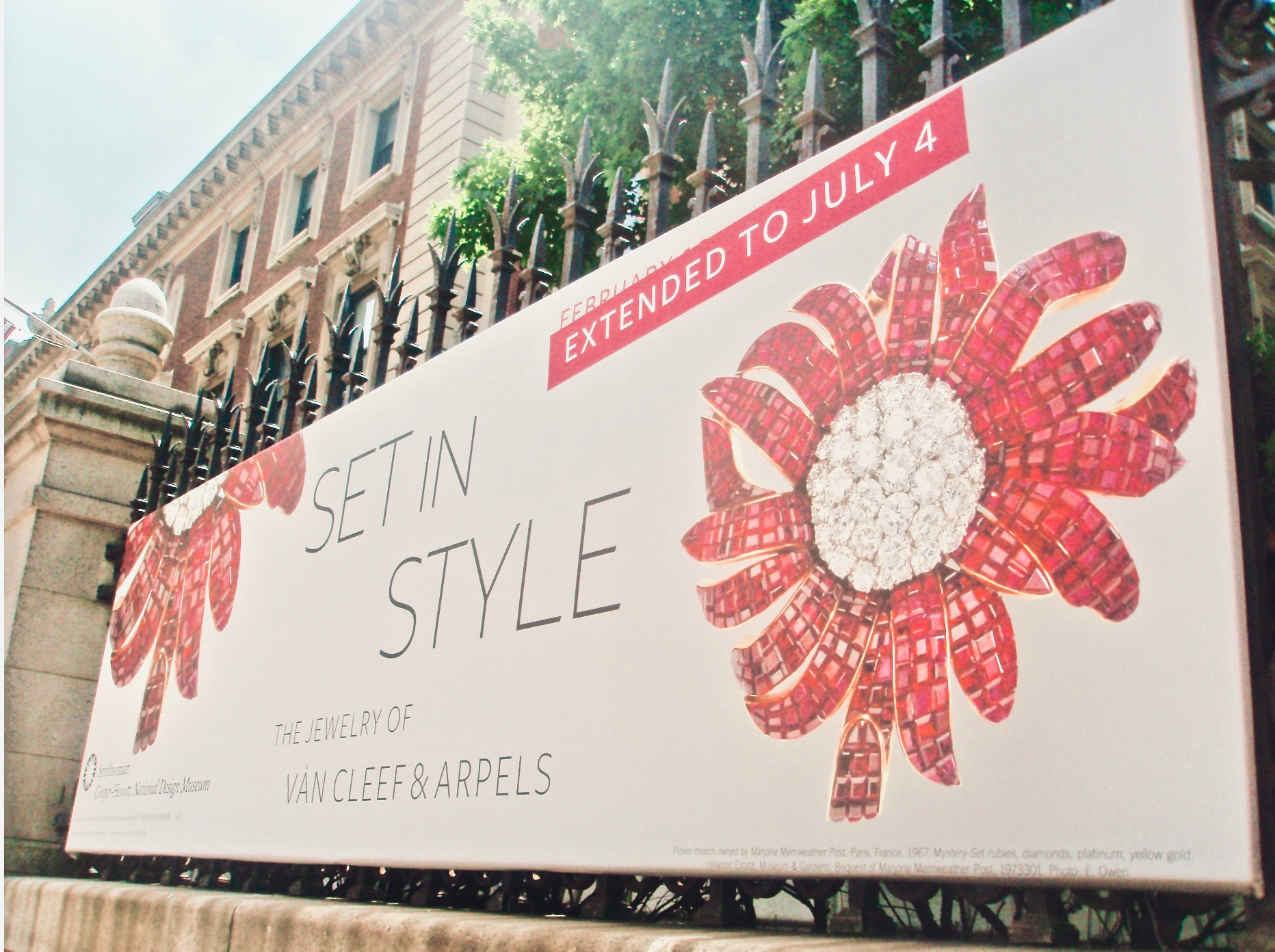
Baner domu jubilerskiego Van Cleef & Arpels.

Van Cleef & Arpels – francuski dom jubilerski powstały w 1896 roku, którego założycielami byli  Alfred Van Cleef i Salomon Arpels. W 1906 otwierają pierwszy sklep jubilerski  przy 22 Place Vendôme w Paryżu.
Po dwóch latach do firmy przystąpił Julien Arpels, a w 1913 roku Louis Arpels.